# دنیس فرمن
دنیس فرمن (انگلیسی: Denis Forman; ۱۳ اکتبر ۱۹۱۷ – ۲۴ فوریهٔ ۲۰۱۳) از مدیران اجرایی اسکاتلند بود و مدت‌ها با آی‌تی‌وی گرانادا و سازمان‌های خیریه و دولتی هنر ارتباط داشت.